# Racibor II
Racibor II (ur. ?, zm. ?) – domniemany książę sławieński, znany z opatrzonego datą 1223 dokumentu, w którym nadawał wieś Będów (Bantow) koło Darłowa zakonowi joannitów. 

## Dyskusje wokół pochodzenia Racibora
Oryginał dokumentu z 1223, w którym użyto tytułu książęcego o brzmieniu (łac. dei gracia princeps dictus terre Slaunensis) znajduje się w archiwum berlińskim. Jego autentyczność była wielokrotnie podważana (m.in. R. Klempin, J. v. Pflug-Hartung), zwłaszcza że data jego wystawienia została najprawdopodobniej sfałszowana, a sam dokument wystawiony kilka lat później, przypuszczalnie w 1240. Nadanie Racibora jest kopią konfirmacji dóbr joannitów stargardzkich wystawionej w 1229 przez Barnima I szczecińskiego. Uszkodzona pieczęć, którą opatrzono dokument, pochodzi zapewne z okresu późniejszego niż rok 1223, za czym przemawia użyty surowiec do odcisku pieczęci.
Sam Racibor II, o ile w ogóle istniał, na pewno w 1223 już nie żył, gdyż w układach z królem duńskim Waldemarem II z tego roku występuje "pani ze Sławna", czyli kobieta, która musiała być jedyną spadkobierczynią w wyniku wymarcia męskich członków rodu (prawdopodobnie żona lub siostra Racibora).
Najprawdopodobniej tajemniczy Racibor sławieński to Racibor białogardzki z gdańskiej dynastii Sobiesławiców, który przypuszczalnie, okresowo władał w ziemi sławieńskiej i na początku lat 30. XIII w. potwierdził joannitom wcześniejsze nadania. Według innych historyków był to Racibor Bogusławowic, syn księcia pomorskiego i szczecińskiego Bogusława I i zarazem zięć Mieszka III Starego. Zmarł on jednak w 1183, co ponownie potwierdzałoby fałszerstwo dokumentu. W literaturze niemieckojęzycznej, Racibora II, zm. ok. 1238, identyfikuje się jako syna księcia Bogusława III, którego filiację wywodzi się od Racibora I i Przybysławy (W. Wegener, A. Hofmeister). 
Czasem, w historiografii oraz licznych opracowaniach popularnonaukowych można spotkać się z informacją, że Racibor II był postacią fikcyjną, podobnie jak jego rzekomy ojciec Bogusław III (obie te postaci zostały wprowadzone do literatury przedmiotu przez T. Kantzowa, pomorskiego kronikarza).
Hipoteza 1 (według J. Wenty)
| Sobiesław I ur. przed 1120 zm. 23 I 1187 | Sobiesław I ur. przed 1120 zm. 23 I 1187 |                                              |                                              | NN ur. ? zm. ? | NN ur. ? zm. ? |  |  | NN ur. ? zm. ? | NN ur. ? zm. ? |                                   |                                   | NN ur. ? zm. ? | NN ur. ? zm. ? |
|                                          |                                          |                                              |                                              |                |                |  |  |                |                |                                   |                                   |                |                |
|                                          |                                          |                                              |                                              |                |                |  |  |                |                |                                   |                                   |                |                |
|                                          |                                          | Mściwój I gdański ur. ? zm. w okr. 1213–1215 | Mściwój I gdański ur. ? zm. w okr. 1213–1215 |                |                |  |  |                |                | Swinisława ur. ? zm. p. 4 IX 1230 | Swinisława ur. ? zm. p. 4 IX 1230 |                |                |
|                                          |                                          |                                              |                                              |                |                |  |  |                |                |                                   |                                   |                |                |
|                                          |                                          |                                              |                                              |                |                |  |  |                |                |                                   |                                   |                |                |
|                                          |                                          |                                              |                                              |                |                |  |  |                |                |                                   |                                   |                |                |

|  |  |  |  | Racibor II (Racibor białogardzki) (ur. w okr. 1206–1208, zm. w okr. 6 IV 1283–6 IV 1297) |

Hipoteza 2 (według J. Powierskiego)
| Warcisław I ur. ok. 1091 zm. najp. 9 VIII 1135 | Warcisław I ur. ok. 1091 zm. najp. 9 VIII 1135 |                                           |                                           | Heila (Helena)? ur. ? zm. 1128 | Heila (Helena)? ur. ? zm. 1128 |  |  | NN ur. ? zm. ? | NN ur. ? zm. ? |                               |                               | NN ur. ? zm. ? | NN ur. ? zm. ? |
|                                                |                                                |                                           |                                           |                                |                                |  |  |                |                |                               |                               |                |                |
|                                                |                                                |                                           |                                           |                                |                                |  |  |                |                |                               |                               |                |                |
|                                                |                                                | Bogusław I ur. najp. 1127 zm. 18 III 1187 | Bogusław I ur. najp. 1127 zm. 18 III 1187 |                                |                                |  |  |                |                | Walpurga ur. ? zm. p. IV 1177 | Walpurga ur. ? zm. p. IV 1177 |                |                |
|                                                |                                                |                                           |                                           |                                |                                |  |  |                |                |                               |                               |                |                |
|                                                |                                                |                                           |                                           |                                |                                |  |  |                |                |                               |                               |                |                |
|                                                |                                                |                                           |                                           |                                |                                |  |  |                |                |                               |                               |                |                |

|  |  |  |  | Racibor II (Racibor Bogusławowic) (ur. w okr. 1150–1156, zm. 14 lub 15 I 1183) |

Hipoteza 3 (według W. Wegenera i A. Hofmeistera)
| Racibor I ur. ok. 1110 zm. 7 V 1155 lub 1156 | Racibor I ur. ok. 1110 zm. 7 V 1155 lub 1156 |                             |                             | Przybysława ur. w okr. 1113–1118 zm. po 1155 lub 1156 | Przybysława ur. w okr. 1113–1118 zm. po 1155 lub 1156 |  |  | NN ur. ? zm. ? | NN ur. ? zm. ? |                |                | NN ur. ? zm. ? | NN ur. ? zm. ? |
|                                              |                                              |                             |                             |                                                       |                                                       |  |  |                |                |                |                |                |                |
|                                              |                                              |                             |                             |                                                       |                                                       |  |  |                |                |                |                |                |                |
|                                              |                                              | Bogusław III ur. ? zm. 1223 | Bogusław III ur. ? zm. 1223 |                                                       |                                                       |  |  |                |                | NN ur. ? zm. ? | NN ur. ? zm. ? |                |                |
|                                              |                                              |                             |                             |                                                       |                                                       |  |  |                |                |                |                |                |                |
|                                              |                                              |                             |                             |                                                       |                                                       |  |  |                |                |                |                |                |                |
|                                              |                                              |                             |                             |                                                       |                                                       |  |  |                |                |                |                |                |                |

|  |  |  |  | Racibor II (ur. ?, zm. ok. 1238) |

### Opracowania
- Edward Rymar, Rodowód książąt pomorskich, Szczecin: Książnica Pomorska im. Stanisława Staszica, 2005, ISBN 83-87879-50-9, OCLC 69296056. Brak numerów stron w książce
- Szymański J.W., Książęcy ród Gryfitów, Goleniów – Kielce 2006, ISBN 83-7273-224-8.

### Opracowania online
- Madsen U., Bogislaw (?) Herzog von Schlawe-Stolp (niem.), [dostęp 2012-05-05].
- Madsen U., Ratibor II. Herzog von Schlawe-Stolp (niem.), [dostęp 2012-05-05].